# Štajerska (austrijska savezna zemlja)
Štajerska (njemački: Steiermark) je savezna zemlja (Bundesland) Republike Austrije.
Površinom je druga po veličini od devet austrijskih saveznih zemalja. Graniči sa Slovenijom kao i s pokrajinama: Gornja Austrija, Donja Austrija, Salzburg, Gradišće i Koruška. Glavni grad Štajerske je Graz (Gradec), koji je ujedno s 292.630 stanovnika (2022.) nakon Beča drugi po veličini austrijski grad.
Štajerska se često naziva i "zelenom pokrajinom" (Grüne Mark), jer je oko 61% njezine površine prekriveno šumama, a sljedećih 25% površine zauzimaju livade, obradive površine, voćnjaci i vinogradi. Najveća rijeka je Mura.
Štajerska je podijeljena na nekoliko regija. Površinom je najveća Gornja Štajerska (Obersteiermark), koja se prostire od planine Steirisches Randgebirge na sjeveru do dolina rijeka Mure i Mürz na jugu. Zapadna Štajerska (Weststeiermark) južno je od Gornje Štajerske i leži zapadno od rijeke Mure, dok Istočna Štajerska (Oststeiermark) leži istočno od Mure i južno od Fischbacher Alpa. Glavni grad Štajerske Graz smjestio se između Istočne i Zapadne Štajerske. Južni dio pokrajine oko Leibnitza, Radkersburga i Deutschlandsberga naziva se Južna Štajerska (Südsteiermark), no taj se zemljopisni pojam ne smije se zamijeniti s nazivom Donja Štajerska (Untersteiermark) koja je nakon Prvog svjetskog rata priključena Državi SHS i danas pripada Sloveniji.

## Zemljopis
Štajerska se često naziva Zelenim srcem Austrije (njem.:Grüne Herz Österreichs) jer 61% površine Štajerske zauzimaju šume, a oko 25 % travnjaci, livade, voćnjaci i vinogradi. Po zemljopisnim osobinama može se podijeliti na nekoliko regija:
- Južnu Štajersku, koja se proteže od granice sa Slovenijom sve do glavnog grada Graza, uključujući veće gradove Deutschlandsberg, Leibnitz i Bad Radkersburg. Ovo je područje uglavnom ravničarskog reljefa i graniči s Koruškom planinskim vrhovima Hebalma na zapadu, te Gleinalmom na sjeveru s Gornjom Štajerskom. Prosječna nadmorska visina kreće se oko 300-400 m, s mnogobrojnim brežuljcima u području Deutschlandsberga.
- Gornju Štajersku, koja obuhvaća sjeverni, brdoviti dio, bogat šumom. U prostoru od Judenburga i Mürzzuschlaga nalaze se velika industrijska postrojenja, dok je sjeverni dio s okruzima Murau i Liezen više okrenut poljoprivredi, šumarstvu i turizmu, s mnogim skijaškim terenima. Planinski vrhovi prelaze 2.000 m nadmorske visine, a gradovi su smješteni u uskim kotlinama s nadmorskom visinom od oko 700 metara. Kroz Gornju Štajersku protječu rijeke Mura, Mürz i Enns, koje pripadaju Dunavskom slijevu. Najviši vrh Štajerske, Dachstein, s 2.995 m, nalazi se nedaleko od skijaških centara Schladminga i Ramsaua. Nacionalni park Gesäuse nalazi se u između Admonta i Hieflaua. U blizini Eisenerza je jezero Leopoldsteinersee, dugo oko 1400 m i s najvećom dubinom od 31 m. U okrugu Liezen je nekoliko većih jezera: Altausseer See, Grundlsee, Toplitzsee, Kammersee.
- Istočnu Štajersku, koja se prostire istočno od rijeke Mure u pravcu prema Gradišću. Tu prevladava brežuljkasti reljef, klimatski pogodan za voćarstvo i poljoprivredu. Gradovi Feldbach, Hartberg i Weiz su na oko 500 m nadmorske visine. U blizini Hartberga nalazi se umjetno jezero Stubenbergsee, bogato ribom, koje je dobiveno pregrađivanjem rijeke Feistritz.
- Zapadnu Štajersku, koja se nalazi južno od Mure. Na zapadu je odvojena od Koruške planinskim vijencom Koralpe, na jugu obroncima Pohorja, a na sjeveru planinama Stubalpe, Gleinalpe i Hochalpe odvojena je od Gornje Štajerske. Gradovi Voitsberg i dijelovi okruga Deutschlandsberg pripadaju ovoj regiji, bogatoj šumom i visokim planinskim vrhovima oko 2.000 metara.

### Najviši planinski vrhovi
Najviši planinski vrhovi u Štajerskoj nalaze se na području Dachsteina i Schladminga u okrugu Liezen. Desetine vrhova s visinom preko 2.500 metara, uređeni su za planinarenje i sportove poput alpinizma i skijanja. U podnožjima vrhova su obično planinarski domovi do kojih vode dobro obilježeni planinarski putovi. Neki od vrhova povezani su žičarama s dolinama. Područje Dachsteina, na kojem se nalazi nekoliko velikih glečera je na listi europske svjetske baštine.
| - Hoher Dachstein 2.995 m - Torstein 2.948 m - Mitterspitz 2.925 m - Großer Koppenkarstein 2.865 m - Hochgolling 2.862 m - Hoher Gjaidstein 2.794 m - Hochwildstelle 2.747 m - Roteck 2.742 m - Preber 2.740 m - Kasereck 2.740 m - Waldhorn 2.702 m | - Deichselspitz 2.684 m - Kieseck 2.681 m - Elendberg 2.672 m - Umlauter 2.664 m - Zwerfenberg 2.642 m - Greifenberg 2.618 m - Großer Knallstein 2.599 m - Hohes Schareck 2.575 m - Höchstein 2.543 m - Predigtstuhl 2.543 m |

### Rijeke
Najveća rijeka koja protječe kroz Štajersku je Mura, s mnogim manjim rijekama koje pripadaju njenom slivu. Rijeke u Gornjoj Štajerskoj većinom se ulijevaju u Dunav. Ostale rijeke u Štajerskoj su:
Altausseer Traun, Enns, Feistritz, Gratzenbach, Grundlseer Traun, Hartberger Safen, Kainach, Kainischtraun, Koppentraun, Kutschenitza Lafnitz, Laßnitz, Lassnitzbach, Laussabach, Lavant, Laßnitz (Kainach), Laßnitz (Sulm), Liesing, Klosterbach, Mürz, Palten, Pinka, Pöllauer Safen, Raab, Rabnitzbach, Rettenbach, Salza, Salzabach, Stimitz, Stoffbach, Sulm, Toplitz, Traun, Walster i Wildbach.

### Jezera
Najveće jezero u Štajerskoj je Grundlsee i nalazi se u okrugu Liezen. Na obali jezera nalazi se istomena općina Grundlsee. Površina jezera je 4,22 km² s najvećom dubinom od 64 m. Jezero je bogato ribom, a zbog nadmorske visine od 708 m i temperature vode ljeti od oko 18 °C nije za kupanje. Zbog očuvanja čistoće vode, zabranjena je vožnja motornim čamcima. Ostala uglavnom manja, kao i neka umjetna jezera, koja su zbog ljepote okoline, uglavnom turistička izletišta su:
Altausseer See, Augstsee, Elmsee, Erlaufsee, Furtner Teich, Goldlacke, Hubertussee, Ingeringsee, Kammersee, Lahngangsee, Leopoldsteinersee, Ödensee, Packer Stausee, Putterersee, Salzastausee, Schwarzlsee, Stubenbergsee, Thalersee, Toplitzsee.

### Nacionalni parkovi
2002. godine područje Gesäuse, proglašeno je nacionalnim parkom koji se nalazi u okrugu Liezen i obuhvaća dijelove općina Admont, Johnsbach, Weng, Hieflau, Landl i Sankt Gallen. Park se sastoji uglavnom od šuma, travnjaka i planinskih vrhova Gesäuse i kanjona rijeke Enns. Nadmorska visina parka je od 490 do 2.370 m

## Klima
Klima u Štajerskoj je umjereno kontinentalna, te regionalno različita. U sjevernom, planinskom dijelu zime su duge, s visokim padalinama i temperaturama do -20 °C. U zimskom periodu, zbog velikih snježnih padalina i strmih planinskih obronaka, povišen je stupanj opasnosti od lavina. U proljeće zbog topljenja snijega, u kanjonima malih planinskih rijeka, stvaraju se bujice, koje noseći stabla i kamenje, često uzrokuju visoku materijalnu štetu u mjestima na obroncima planina. U južnom i istočnom dijelu, zbog panonske klime, zime su blaže i temperaturno ovisne od uticaja vremenskih prilika u Južnoj Europi. Kotline u brdovitom dijelu su bogate snijegom, a ljeti su temperature umjerene. Južni dio ima ljeti topliju klimu, s temperaturama preko 30 °C. Zbog povoljne blage klime, ovaj kraj pogodan je za poljoprivredu, voćarstvo i vinogradarstvo.

### Prosječne temperature
|              | Nadm.v. 1 | Sij. | Velj. | Ožu. | Tra. | Svi  | Lip. | Srp. | Kol. | Ruj. | Lis. | Stu. | Pro. | Prosjek  |
| ------------ | --------- | ---- | ----- | ---- | ---- | ---- | ---- | ---- | ---- | ---- | ---- | ---- | ---- | -------- |
| Graz         | 366 m     | -1,0 | 1,0   | 5,1  | 9,6  | 14,6 | 17,6 | 19,4 | 18,8 | 14,6 | 9,4  | 3,6  | 0,2  | 9,3 °C 2 |
| Leibnitz     | 273 m     | -2,0 | 0,2   | 4,6  | 9,2  | 14,5 | 17,7 | 19,4 | 18,6 | 14,5 | 9,1  | 3,2  | 0,8  | 9,0 °C   |
| Krippenstein | 2050 m    | -5,4 | -6,1  | -4,4 | -1,9 | 3,3  | 6,0  | 8,4  | 8,8  | 5,8  | 2,8  | -2,4 | 4,4  | 0,9 °C   |
| Weiz         | 465 m     | -1,3 | 0,6   | 4,5  | 8,9  | 14,1 | 17,2 | 19,0 | 18,4 | 14,2 | 8,9  | 3,3  | 0,1  | 9,0 °C   |
| Mürzzuschlag | 758 m     | -3,4 | -1,9  | 1,6  | 5,6  | 10,9 | 14   | 15,8 | 15,3 | 11,6 | 6,7  | 1,0  | -2,6 | 6,2 °C   |

1 Nadmorska visina
2 Prosječna temperatura izmjerena na Sveučilištu u Grazu

### Meteorološki podaci za 2007.godinu
Na ukupno petnaest meteoroloških postaja u Štajerskoj vrše se mjerenje temperature i količine oborina. Podatci se analiziraju u zavodima za meteorologiju i služe za praćenje i analizu temperaturnih promjena. Neki od ekstremnih parametara iz 2007. godine bili su:
- Najviša izmjerena temperatura: 36,5 °C u Bad Radkersburgu
- Najniža izmjerena temperatura :-15,6° u Mariazellu
- Najviše padalina: 1.790 mm u Bad Aussee
- Najviše dana sa snijegom: 107 dana u Mariazellu
- Najviše dana s maksimalnom dnevnom temperaturom manjom od 0 °C: 27 dana - Mariazell
- Najviše dana s maksimalnom dnevnom temperaturom preko 30 °C: 23 dana - Hartberg

## Stanovništvo
Po procjeni iz 2022. godine u Štajerskoj živi 1.252.922 stanovnika. Od toga su:
- 49,4% muškarci,
- 50,6% žene

Porast broja stanovnika u odnosu na 2007. godinu je skoro zanemariv i iznosi 0,2% (aps.1991). Topografska, ali i ekonomska obilježja Štajerske utječu na unutrašnje migracije, kao i na raspodjelu stanovništva. Najveći rast broja stanovništva je u okolini i samom gradu Grazu, koji zbog privrednog razvoja ubrzava doseljavanje iz predjela Gornje Štajerske, kao i iz područja okruga Fürstenfeld, Radkersburg i Weiz. Demografski je Štajerska godinama imala negativnu bilancu, koja se u posljednjih petnaestak godina mijenja useljavanjem iz zemalja bivše Jugoslavije, Turske i Njemačke. Područja okruga Liezen, Murau i Leoben i pored toga ne mogu nadoknaditi negativni trend broja stanovnika. Važnost demografskog rasta u Štajerskoj očituje se, između ostalog, raspodjelom državnog budžeta, koji se dijeli po pokrajinama, okruzima i općinama, po principu broja stanovnika. Tako dolazi do paradoksa, da općine s opadajućim brojem stanovnika, dobivaju još manje sredstava, te samim tim imaju manje sredstava za ulaganje u infrastrukturu i radna mjesta, što dovodi do iseljavanja stanovnika u bogatije dijelove bliže Grazu.
Štajersko stanovništvo sačinjavaju 88,5% Austrijanci, dok je broj stranaca po procjeni iz 2020 godine 11,5%. Broj stanovnika koji su rođeni u inozemstvu iznosi 15,6 % od ukupnog broja stanovnika (2021). Time je Štajerska na predzadnjem mjestu ljestvice u odnosu na ostale austrijske pokrajine po postotnom udjelu stranaca u broju stanovnika.
Broj stanovnika koji pripadaju grupi Slovenaca kao nacionalne manjine kreće se oko 3.000. Smatra se da je broj veći, ali zbog jake asimilacije i negativnih političkih odnosa između Austrije i SFRJ, taj se broj može smatrati netočnim. Često se može čuti ime Windisch za Slovence u Južnoj Štajerskoj i Koruškoj. Oni žive uglavnom u području Bad Radkersburga i okolini Leibnitza.
U početku 90-tih godina prošlog stoljeća, zbog rata u bivšoj Jugoslaviji, dolazi do stvaranja mnogobrojnih izbjegličkih centara u organizaciji humanitarnih organizacija, pokrajinske vlade i Caritasa, za izbjeglice iz Bosne i Hercegovine i drugih dijelova Jugoslavije. Njima je dodjelom de facto statusa omogućen ostanak u Štajerskoj. Smatra se da je u tim godinama u Štajersku došlo preko 50.000 izbjeglica .
Odseljavanjem u druge države, povratkom, te uzimanjem austrijskog državljanstva, taj se broj danas statistički smanjio. Danas u Štajerskoj žive 24.286 osobe s prostora bivše Jugoslavije.

## Kultura
Kulturna zbivanja u Štajerskoj karakteriziraju izložbe u muzejima, koncerti u koncertnim dvoranama, kulturne priredbe međunarodnog značaja, operne i kazališne predstave, kao i koncerti raznih pop i rock grupa iz čitavog svijeta.

### Muzeji
Najznačajniji muzeji su:
- Pokrajinski muzej Joanneum, najstariji i drugi najveći muzej u Austriji, s 4,5 milijuna izložaka i odjelima za prirodu, umjetnost, prirodu, arheologiju itd. Osnovan je 1811. godine i podijeljen je na 20 muzeja u 12 raznih gradova Štajerske.
- Kunsthaus Graz, galerija suvremene umjetnosti, otvorena 2003. godine za vrijeme trajanja promocije Graza kao Glavnog grada kulture u Europi.
- Landeszeughaus u Grazu, na svijetu najveća zbirka oružja, oklopa i vojne opreme iz vremena ratova s Osmanlijskim Carstvom u 16-om i 17-om stoljeću.[3]
- Muzej grada Graza, s rodnom kućom Franza Ferdinanda,
- Samostan Admont, s najvećom samostanskom bibliotekom na svijetu,
- Freilichtmuseum u Stübingu, muzej tradicionalnog života na selu u Štajerskoj,
- Samostan Rein u općini Eisbach, najstariji samostan cistercita na svijetu.[4]

### Priredbe kulture
- Steirischer Herbst - Štajerska jesen, međunarodni festival umjetnosti, koji se od 1968. godine održava u Štajerskoj. Festival iz područja muzike, književnosti, slikarstva, filma itd.,
- Festival austrijskog filma Diagonale koji se od 1998. godine održava u Grazu,
- Ljetni jazz festival Jazz-Sommer Graz, od 1998. godine s nastupima poznatih jazz umjetnika kao: George Benson, Ibrahim Ferrer, Chick Corea, Joe Zawinul,
- Feldkirchener Passionsspiele, pozorišne igre, koje se održavaju svake tri godine u općini Feldkirchen bei Graz,
- Intermusica, međunarodno natjecanje mladih glazbenika koji sviraju puhačka glazbala. Održava se svake godine u Birkfeldu,[5]
- Styriarte, festival klasične i glazbe renesanse, koji se održava svake godine u Grazu,
- Springfestival, festival elektronske glazbe, održava se svake godine od 2001. u Grazu,
- 2003. godine Graz, glavni grad kulture u Europi,
- 2008. godine Horska olimpijada.

### Kazališta
Najpoznatija kazališta pokrajine su:
- Schauspielhaus Graz, istovremeno najveće kazalište pokrajine,
- Next Liberty, kazalište modernih dramskih umjetnosti,
- Orpheum Graz, kabaret predstave,
- Theater am Ortweinplatz TaO!, je kazalište u Grazu osnovano 1994. godine, s predstavama za djecu i raznim projektima i kursevima pozorišta za mlade,
- Theater im Bahnhof, je nekonvencionalno kazalište u Grazu, izvode se uglavnom predstave samih članova kazališne grupe,
- Gradsko kazalište u Leobenu, osnovano 1790. godine najstarije kazalište s neprekidnim radom u Austriji.[6]

### Opera
Opernhaus Graz ili Grazer Oper je jedina operska kuća pokrajine. Poslije Bečke i Salzburške opere, treća po značaju u Austriji. Plan predstava je cijelogodišnji i repertoar prolazi od klasičnih opera do opereta novijeg vremena. 
Kazališta i operna kuća zbog marketinških i promotivnih razloga ujedinjeni su u kooperaciju Bühnen Graz.

### Javni mediji
Medijski rad u pokrajini je poslije prestanka državnog monopola 1997. godine podijeljen na državni i privatni nivo.

#### Televizija
- ORF-Steiermark, pokrajinski studio državne radio-televizijske kuće ORF,
- Steiermark 1, komercijalna privatna televizijska kuća, program se ograničava na reklamu.

Osim gore navedenih, u pokrajini se prima više regionalnih i mjesnih informativnih kanala.

#### Radio
- ORF-Steiermark, pokrajinski studio državne radio-televizijske kuće ORF,
- Antenne-Steiermark, privatni radio na području cijele pokrajine,
- Krone Hit Radio, privatni radio na državnom nivou sa studijem u Grazu,
- Radio Graz, privatni radio na regionalnoj razini,
- Radio Helsinki, alternativni lokalni radio,
- Radio Soundportal, privatni neovisni alternativni radio,
- Radio Grün-Weiß, lokalni radio Gornje Štajerske,
- Radio Freequenns, lokalni radio na području Gornje Štajerske s težištem na kulturi i umjetnosti.

Osim gore navedenih, u pokrajini se prima više regionalnih i mjesnih informativnih radio-kanala.

#### Tisak
- Kleine Zeitung  (Male novine), najznačajniji tiskani medij pokrajine sa sjedištem u Grazu. Dnevne novine osnovane 1904. godine
- Kronenzeitung, regionalno izdanje za Štajersku i Korušku, sjedište u Beču. Najtiražnije dnevne novine u Austriji.
- Megaphon , novine koje prodaju ulični prodavači. Projekt je osnovan od strane Caritasa i ima za cilj pomoć siromašnim ljudima, emigrantima i osobama sa socijalnim problemima.[8]

Više regionalnih i pokrajinskih biltena manjeg značenja.

## Turizam
Po procjeni pokrajinske vlade Štajerske za 2008. godinu u vremenu od svibnja do listopada 2008. godine, Štajersku je posjetilo 1.648.509 gostiju, od toga 68% domaćih, austrijskih gostiju, a 32 % stranih. Najviše stranih gostiju dolazi iz Njemačke i Italije

### Turističke znamenitosti
Turističke znamenitosti Štajerske su uvjetovane povijesnim razvojem pokrajine. Osim prirodnih ljepota i planinskih izletišta, pokrajina je bogata dvorcima, muzejima i građevinama iz srednjeg vijeka. Neke od važnijih znamenitosti su:
- Bazilika u Mariazellu, jedno od najznačajnijih katoličkih mjesta za hodočašča,
- Samostan u Admontu, iz 1074. godine,
- Barokni dvorac u Eggenbergu, Graz,
- Zoološki vrt, park i dvorac Herberstein u općini Stubenberg am See,
- Crkva svete Barbare u Bärnbachu, poznatog arhitekte Friedensreicha Hundertwassera,
- Tvrđava Schloßberg u Grazu,
- Ergela Piber kod Köflacha, poznata po uzgoju lipicanera za Špansku dvorsku školu jahanja u Beču,
- Dvorac Riegesburg,
- Stari dio grada Graza, od 1999. godine na UNESCO-ovoj listi svjetske baštine,
- Područje Hallstatt-Dachstein Salzkammergut, od 1997. godine na UNESCO-ovoj listi svjetske baštine,
- Pećina Lurgrotte, duga 5 km s ulazima u Peggau i Semriachu, najduža pećina Austrije s mogućim prolazom, poslije proloma vode 1975. prolaz onenmogućen.[10]
- Bärenschützklamm, kanjon rječice Mixnitzbacha, s kaskadama i vodopadima u Mixnitzu,

Turistička atrakcija istočnog dijela su letovi balonom iznad vulkanskih brežuljaka, a u Gornjoj Štajerskoj letovi zmajem (paragleiting). Litice visokih planina omiljen su cilj alpinista iz cijelog svijeta.

### Zimski turizam
Alpsko skijanje, sa stazama koje se mogu koristiti od početka prosinca, pa sve do proljeća, sigurno je najpoznatija strana zimskog turizma u Štajerskoj. Osim staza za alpsko skijanje, postoje staze sa skijaško trčanje, skijaške skakaonice, kao i prirodne staze sa sankanje.

### Alpsko skijanje
Najpoznatije staze su one na kojima se održavaju utrke Svjetskog kupa u alpskom skijanju u Schladmingu i okolini. Područje nazvano Planai/Hochwurzen, povezano je s Hauser Kaiblingom i Reiteralmom, ima desetine kilometara skijaških staza. Između njih voze ski-liftovi i žičare. Poznatija skijaška središta su:
- Hebalm, na granici prema Koruškoj,
- Kreischberg, u okolini Muraua,
- Präbichl, kod Eisenerza,
- Turracher Höhe, u blizini Muraua.

### Skijaško trčanje
- Staze u Ramsau am Dachstein
- Hebalm

### Skijaške skakaonice
Između Bad Mitterndorfa i općine Tauplitz nalazi se najveća skakaonica za skijaške skokove na svijetu s prirodnim zaletištem. Rekord skakaonice, poznatije pod imenom Kulm, nazvane po istomenom brdu na kojoj se nalazi skakaonica, je 215,5 m austrijskog letača Gregora Schlierenzauera.

### Seoski turizam
U vinorodnom južnom dijelu Štajerske postoje tzv. Buschenschänke, gostionice na seoskim gazdinstvima. To je specifičan vid seoskog turizma, koji pruža turistima i izletnicima mogućnost za odmor i užinu. Za razliku od restorana, imaju pravo prodavati samo vlastite proizvode, pa se to uglavnom svodi na suhomesnate proizvode, sir, kao i povrće i voće iz vlastitih vrtova. Prodaja je regulirana posebnom poreskom uredbom, tako da licenca za prodaju alkoholnih pića vrijedi samo za vino i rakiju, koju sami prave. Zakonski je regulirano vrijeme u kojem su gostionice otvorene i za njih vrijede poreske olakšice. Naročito su omiljene gostionice u općini Gamlitz, na tzv. Weinstrasse - vinskoj cesti na samoj granici sa Slovenijom.

### Toplički turizam
U Štajerskoj postoji nekoliko područja s termalnom vodom, koja je iskorištena za termalna lječilista, ali i za turističke hotele i bazene s termalnom vodom. Pokrajinska vlada, pomažući turizam financijskim sredstvima, omogućava izgradnju ili proširenje postojećih topličkih središta. Neke od termalnih liječilišta, prerasla su u centre za odmor i rekreaciju ili mjesta za pripremu i treninge sportaša. Arhitektonski se izdvajaju toplice u Bad Blumau u Istočnoj Štajerskoj, s trendom individualnog odmora i ograničenim kapacitetom. Veća termalna kupališta nalaze se u Bad Gleichenbergu, Bad Mitterndorfu, Bad Radkersburgu, Köflachu i Fohnsdorfu.

## Okruzi u Štajerskoj
- Bruck-Mürzzuschlag
- Deutschlandsberg
- Graz-Umgebung
- Hartberg-Fürstenfeld
- Leibnitz
- Leoben
- Liezen s Gröbmingom
- Murau
- Murtal
- Südoststeiermark
- Voitsberg
- Weiz

## Poznati Štajerci
- Peter Rosegger
- Elfriede Jelinek
- Johann Bernhard Fischer von Erlach
- Arnold Schwarzenegger
- Klaus Maria Brandauer
- Thomas Muster
- Eva Rueber-Staier

## Vanjske poveznice
- Štajerska vlada
- Turizam Štajerske